# Noyelles-sur-Escaut
Noyelles-sur-Escaut is een gemeente in het Franse Noorderdepartement (Frans: département du Nord) (regio Hauts-de-France). De plaats maakt deel uit van het arrondissement Cambrai. De gemeente telde 815 inwoners op 1 januari 2022.

## Geografie
De oppervlakte van Noyelles-sur-Escaut bedroeg op 1 januari 2022 4,8 vierkante kilometer; de bevolkingsdichtheid was toen 169,8 inwoners per km².

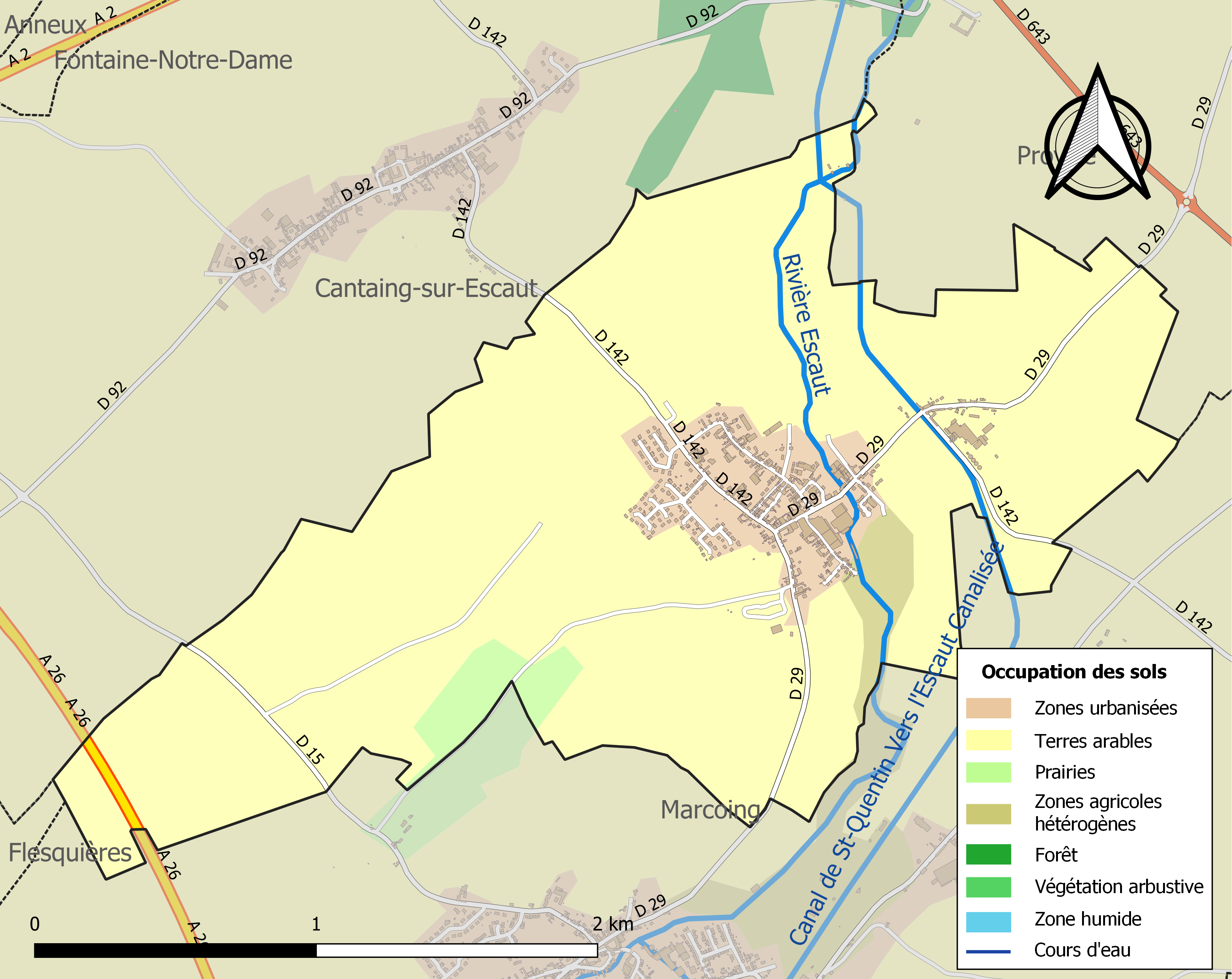
Kaart van de gemeente met belangrijkste infrastructuur, bodemgebruik en omliggende gemeenten

## Demografie
Onderstaande figuur toont het verloop van het inwonertal (bron: INSEE-tellingen).